# Pfarrkirche Neutal

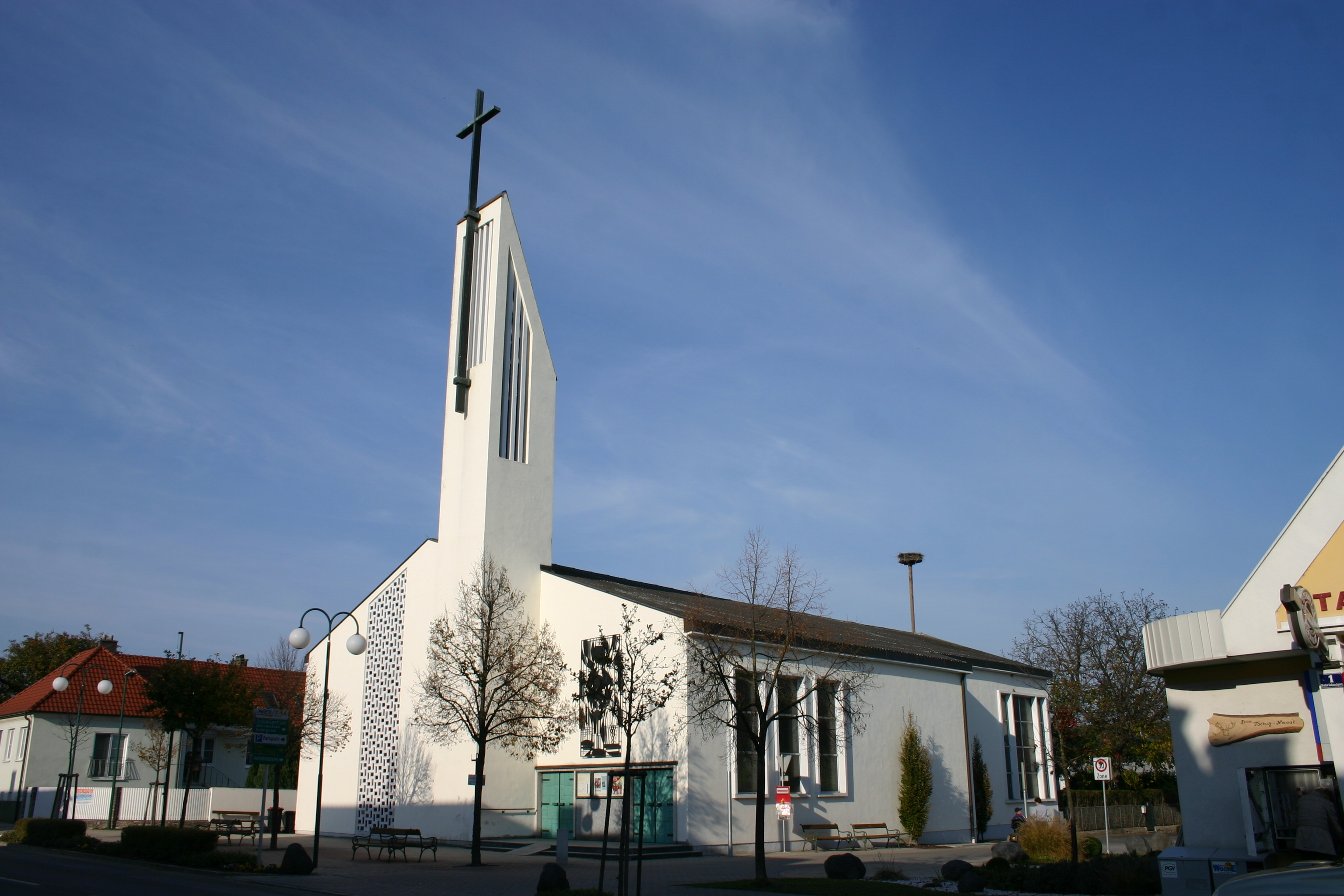
Kath. Pfarrkirche Mariä Namen in Neutal

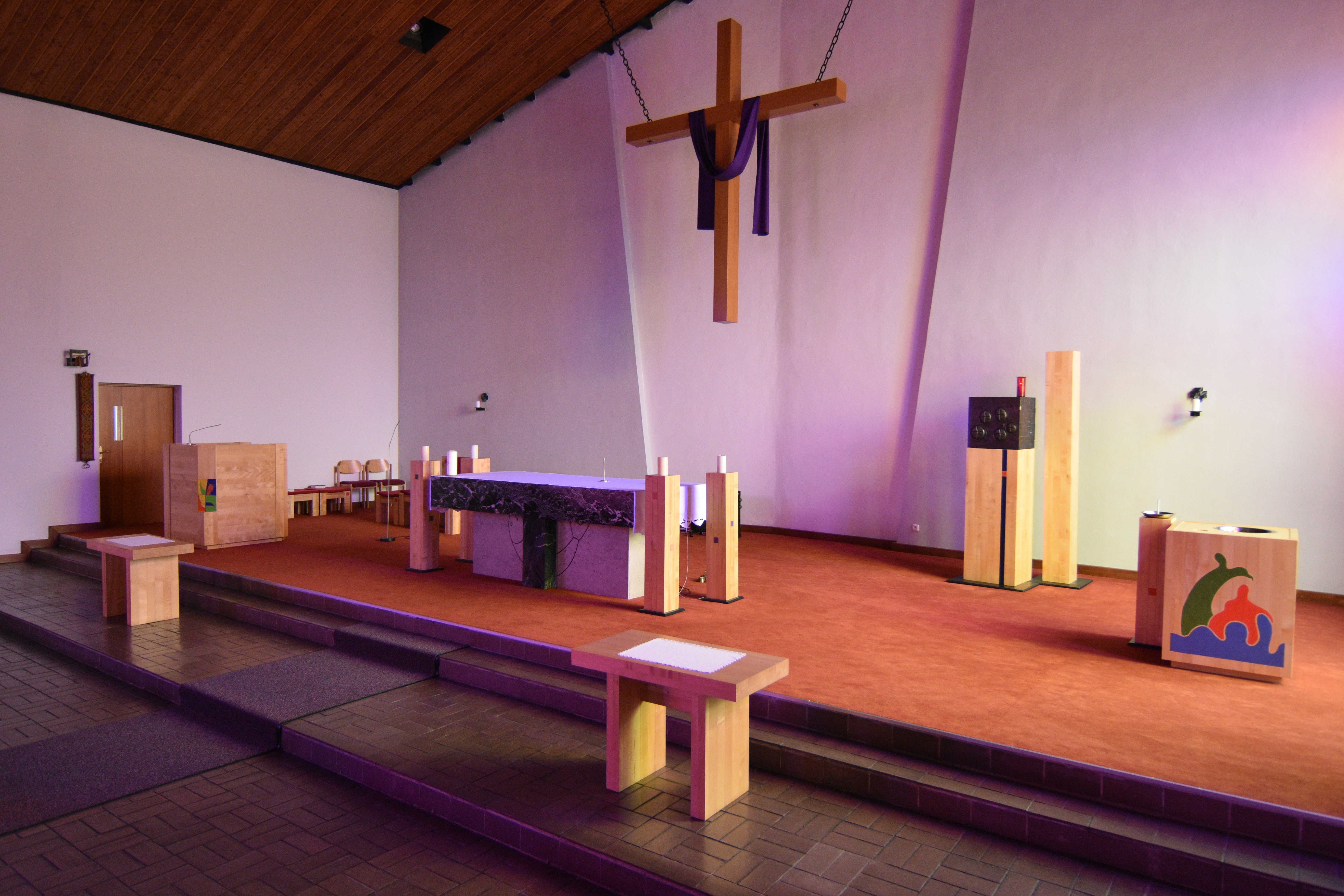
Der Altarraum der Kirche

Die römisch-katholische Pfarrkirche Neutal steht in der Gemeinde Neutal im Bezirk Oberpullendorf im Burgenland. Sie ist dem Fest Mariä Namen geweiht und gehört zum Dekanat Oberpullendorf in der Diözese Eisenstadt. Das Bauwerk steht unter Denkmalschutz (Listeneintrag).

## Geschichte
1942 wurde in Neutal eine selbstständige Lokalseelsorgestelle errichtet. Aufgrund des Ausbaues der Burgenland Straße B50 musste die rund 70 Jahre alte Kirche abgerissen werden. An Stelle dieser wurde unmittelbar östlich die heutige Kirche nach Plänen des Architekten Leo Splett errichtet. Am 2. Juli 1960 erfolgte der Spatenstich, am 14. August 1960 weihte Stefan László den Grundstein und am 1. Oktober 1961 bereits als Diözesanbischof der Diözese Eisenstadt die Kirche. Am 23. Juni 1963 fand die feierliche Konsekration statt, unter anderem mit dem späteren Landeshauptmann des Burgenlandes Theodor Kery als Ehrengast.
Im Jahr 1994 wurde die Kirche von Bischof Paul Iby zur Pfarrkirche erhoben.

## Orgel
Die Orgel aus 1995 mit 8 Registern wurde von Wolfgang Bodem gebaut.

## Glocken
Die große Glocke ist in der Stimmlage a’. Die Sterbeglocke hat die Stimmung d’’.